# Jagdschloss (Bad Rodach)

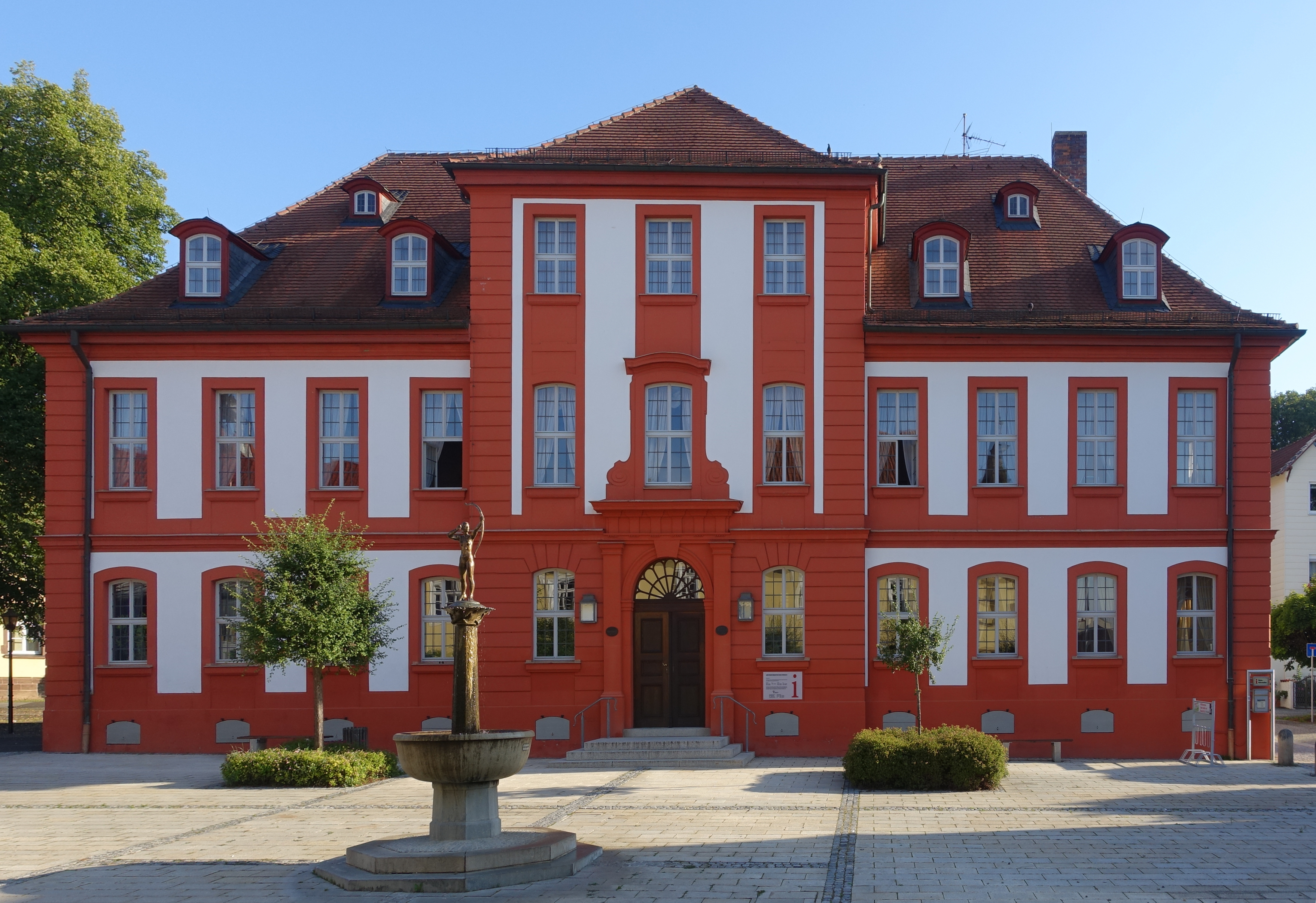
Jagdschloss

Das Jagdschloss in Bad Rodach im oberfränkischen Landkreis Coburg steht am Schloßplatz 5. Es ist ein geschütztes Baudenkmal.

## Jagdschloss
Das Jagdschloss wurde 1748/49 nach einem Entwurf von Johann David Steingruber errichtet. Es  ist der einzige Profanbau im Markgrafenstil im Gebiet des ehemaligen Herzogtums Coburg.

### Geschichte
Herzog Franz Josias ließ sich das stattliche Jagdschloss erbauen, da er die waldreiche Umgebung von Rodach als Jagdgebiet liebte. Er starb in demselben am 16. September 1764. Aber auch seine Nachfolger, Herzog Ernst Friedrich und der damalige Erbprinz Franz, kamen immer wieder nach Rodach zur Jagd.
Für solche Reisen mussten jedes Mal aufwändige Vorkehrungen getroffen werden. Die Anweisungen gingen vorher jeweils an das Herzogliche Geleitamt in Coburg sowie an den Kastner im Amt Rodach, der seine Wohnung im Jagdschloss hatte. Der Amtskastner hatte dafür zu sorgen, dass sich das Schloss und die Wege in gutem Zustand befanden. Außerdem musste er auf Anweisung der Herzogin die Vorräte für die Küche beschaffen.
1848 verpachtete Herzog Ernst II. das Schloss. Am 4. März 1874 verkaufte er das Gebäude an die Gemeinde. In der Folge diente es als Schulhaus. Seit 1982 wird das Jagdschloss als Haus des Gastes und als Heimatmuseum genutzt.

### Baubeschreibung
Das mit einem Walmdach bedeckte Gebäude im Markgrafenstil ist ein verputzter Mauerwerksbau. Beidseitig eines dreigeschossigen Mittelrisalits befinden sich zweigeschossige Seitenflügel.

## Jägersruh
Außerdem gab es neben dem Schloss eine Jagdhaus, die sowohl für den Aufenthalt des Herzogs diente als auch die Sammelstelle für die Jäger war.

### Geschichte
Die Jägersruh wurde etwa gleichzeitig mit dem Schloss errichtet. Im Zuge der Reformen nach der Revolution 1848/1849 verzichtete Ernst II. auf das bisher ihm allein zustehende Jagdrecht und übertrug „die hiesige hohe und niedere Jagd“ an die Stadt Rodach. Die Jägersruh nebst dem darin befindlichen Hausrat wurden meistbietend an den Kaufmann Löhlein auf mehrere Jahre verpachtet. Bedingung war, dass er die Kosten für Reparaturen am Gebäude übernahm. Am 24. Mai 1853 teilte Löhlein der Schlosshauptmannschaft mit, er wolle aus dem Pachtvertrag mit der Hälfte des Pachtgeldes aussteigen, da er die Jägersruh nicht mehr benutzt. Die Schlosshauptmannschaft verwies an den Herzog. Dieser lehnte den Antrag ab, da Löhlein den Auflagen, das Gebäude zu erhalten, nicht nachgekommen sei. Am 18. Februar 1856 bestimmte Ernst II., die Jägersruh abzubrechen oder sonst beliebig darüber zu verfügen. Schließlich genehmigte er das Gesuch der Rodacher Imker, das Jagdhaus zur Bienenzucht zu nutzen. Am 19. April 1856 wurde es vorläufig auf vier Jahre unter der Voraussetzung überlassen, dass der Bienenzüchterverein die Kosten der Unterhaltung für die Dauer der Benutzung übernimmt. Nach Ablauf der Pachtzeit kaufte die Stadt Rodach am 17. November 1860 Jägersruh für 385 rheinische Gulden.

### Baubeschreibung
Das einstöckige Fachwerkhaus lag in einem dichten Eichenwald. Das Souterrain bot dem Personal und den Jägern Unterkunft. Es verfügte über einen Backofen und Küchenausstattung. Im heizbaren Obergeschoss befanden sich die bequem ausgestatteten Räumlichkeiten für den Herzog und seine Begleitung.